# サパロ語族
サパロ語族（サパロごぞく、英:Zaparoan languages、西:Lenguas zaparoanas）は西アマゾンで話されてる孤立した消滅危機言語の語族である。

## 概要

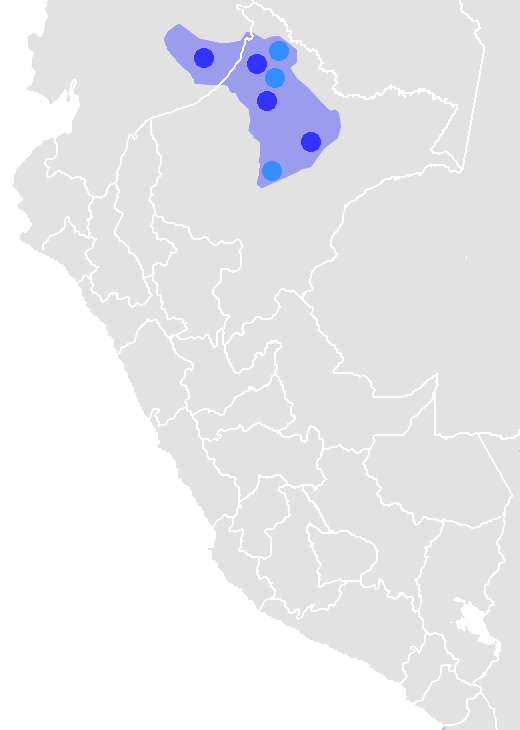
Location of Zaparoan languages

サパロ語族の言語はペルーとエクアドルで話されており、ヨーロッパ諸国によるアメリカ大陸の植民地化が始まる以前までは非常に多くの話者がいた。しかし、ヨーロッパ人によって持ち込まれた病気や戦争によってその数は減少し、現在の話者は100人以下となっている。
20世紀初頭には39の部族がそれぞれ異なるサパロ語族の言語や方言を使用していたが、その多くは言語として記録される以前に消滅し、現時点で情報が残っているのは9つの言語のみである。

## 分類

ユネスコによる消滅危機言語の危険度

- サパロ祖語（英語版）
- サパロ・コナンボ語派
  - サパロ語 - 極めて深刻
  - コナンボ語（英語版）- 消滅
- アラベラ・アンドア語派
  - アラベラ語 - 重大な危険
  - アンドア語 - 消滅
- イキト・カワラノ語派
  - イキト語 - 極めて深刻
  - カワラノ語 - 消滅
- アウシリ語（英語版）- 消滅
- オムラノ語（英語版）? - 消滅

## 特徴

### 文法
サパロ語族の言語は膠着語に含まれ、主に主格と目的格の対応を示し、項同士の文法関係は格の標示ではなく節内の項の位置によって決まるため、その語順は固定的で予測することが可能である。基本的な語順はSOV型であり、目的語に焦点がある場合のみOSV型の文を作ることができる。また、目的語（O）の位置に目的語、限定詞、副詞、助詞句、否定助詞のいずれかが介在できるため、「O」の代わりに「X」を用い、SXV型及びXSV型と表記されることがある。

### 代名詞
人称代名詞に能動態の文を作る能動代名詞と受動態の文を作る受動代名詞の2種類があり、能動代名詞は独立節では主語、従属節では目的語、受動代名詞は独立節では主語、従属節では"受動を示す語"となる。そして、一人称複数に除括性がある。
|        |      |        | サパロ語           | コナンボ語  | アラベラ語                                     | イキト語          |
| ------ | ---- | ------ | ------------------ | ----------- | ---------------------------------------------- | ----------------- |
| 一人称 | 単数 | 単数   | ko / kwi / k-      | kwiɣia / ku | janiya / -nijia / cua cuo- / cu- / qui         | cu / quí / quíija |
| 一人称 | 複数 | 除外形 | kana /kaʔno        |             | canaa                                          | cana / canáaja    |
| 一人称 | 複数 | 包括形 | pa /p-             |             | pajaniya / paa / pa / po- pue- / -pue          | p'++ja            |
| 二人称 | 単数 | 単数   | tʃa / tʃ- / k-/ ki | kyaχa       | quiajaniya / quiaa / quia / quio- -quia / cero | quia / quiáaja    |
| 二人称 | 複数 | 複数   | kina / kiʔno       |             | niajaniya / niaa / nia / nio-                  |                   |
| 三人称 | 単数 | 単数   | naw / no / n-ˑ     |             | nojuaja / na / ne- / no- -Vri / -quinio        | anúu / anúuja     |
| 三人称 | 複数 | 複数   | na                 |             | nojori / na / no-                              | naá / nahuaáca    |